# Обелія
Обелія — рід гідроїдних родини Кампануларієвих. У своїй будові, життєвому циклі, метаболізмі та інших параметрах обелії відтворюють всі загальні риси класу гідроїдні, тому вже тривалий час є класичним об'єктом навчання в природничих навчальних закладах в Європі та Америці.

## Будова
Обелія протягом свого життєвого циклу живе в формі медузи та поліпа. Обидві стадії мають два справжні шари живої тканини — епідерміс (ектодермального походження) та гастродерміс (ентодермального походження), між якими залягає желеподібна неструктурована маса, що називається мезоглія. І поліпу, і медузі притаманна проста сіткоподібна нервова система без виражених вузлів. Кишкова порожнина у обох стадій має однаковий план будови і набір травних ферментів. Викид неперетравлених рештків здійснюється через ротовий отвір. Навколо ротового отвору і у поліпа, і у медузи розташовані щупальця, що забезпечують захват та утримання здобичі (в основному, дрібних водних безхребетних). Четверо гонад (статевих залоз) лежать симетрично всередині тіла медузи, формуючи характерний хрещатий силует. Велум у медузи виражений слабко.

## Спосіб життя
Обелії живуть в морях та океанах практично по всьому світі. Поліпові стадії видів цього роду є колоніальними організмами, які формують колонії на багатоклітинних водоростях та твердому субстраті в субліторальній зоні. Практично всюди вони мешкають від глибин 200 метрів аж до міжприпливних водойм (таких, що опиняються відрізаними від моря при відпливі). Також колонії обелій можна зустріти і на штучному субстраті: на палях, хвилерізах, буйках, опорах мостів, на колоніях молюсків на вустричних та мідійних фермах, і навіть на плаваючих уламках. Ці гідроїди віддають перевагу прохолодній воді, та місцям, де водообмін відіграє істотну роль у забезпеченні газообміну, харчуваня, видалення продуктів метаболізму організму тощо. Переважно колонії обелій поселяються в затінених місцях — можливо, в цьому відіграє свою роль знижена в такому середовищі конкуренція з боку водоростей та переваги для початкових стадій розвитку планули після її осідання на субстрат.

## Життєвий цикл
На поліповій стадії життєвого циклу обелії розмножуються безстатевим шляхом. Доросла колонія поділяється на два основні види поліпів: гастрозооїди, що забезпечують добування їжі та захист колонії жалячими клітинами на щупальцях, та гонозооїди, що забезпечують розмноження, продукуючи медуз шляхом брунькування. Тіло колонії являє собою гілчастий желеподібний стеносарк, що вміщує окремих поліпів, пов'язаних між собою виростами кишкової порожнини, так що вони, фактично, мають спільну травну систему. На поверхні стеносарк вкритий твердою оболонкою — перисарком.
Другою стадією життєвого циклу обелій є вільно плаваюча медуза, що відбруньковується від гонозооїдів. Медузи обелій роздільностатеві, але візуально відрізнити чоловічу особину від жіночої неможливо — це можливо зробити тільки при мікроскопічному дослідженні гонад по тому, чи вміщують вони яйця, чи сперму. Медузи розмножуються статевим шляхом, вивільняючи у воду сперму та яйця, після чого відбувається запліднення і подальший розвиток зиготи. Із зиготи через бластулу формується планула, що плаває за допомогою війок епітелію.
Деякий час планула вільно пересувається у воді, а потім осідає на субстрат і перетворюється на одиночний поліп-гастрозооїд. Цей поліп росте і розвиває гілки — прикріплених до нього аналогічних поліпів. Поступово таким чином формується розгалужена колонія, на якій через деякий час утворюються гонозооїди, що продукують медуз.